# Arquitectura metafórica

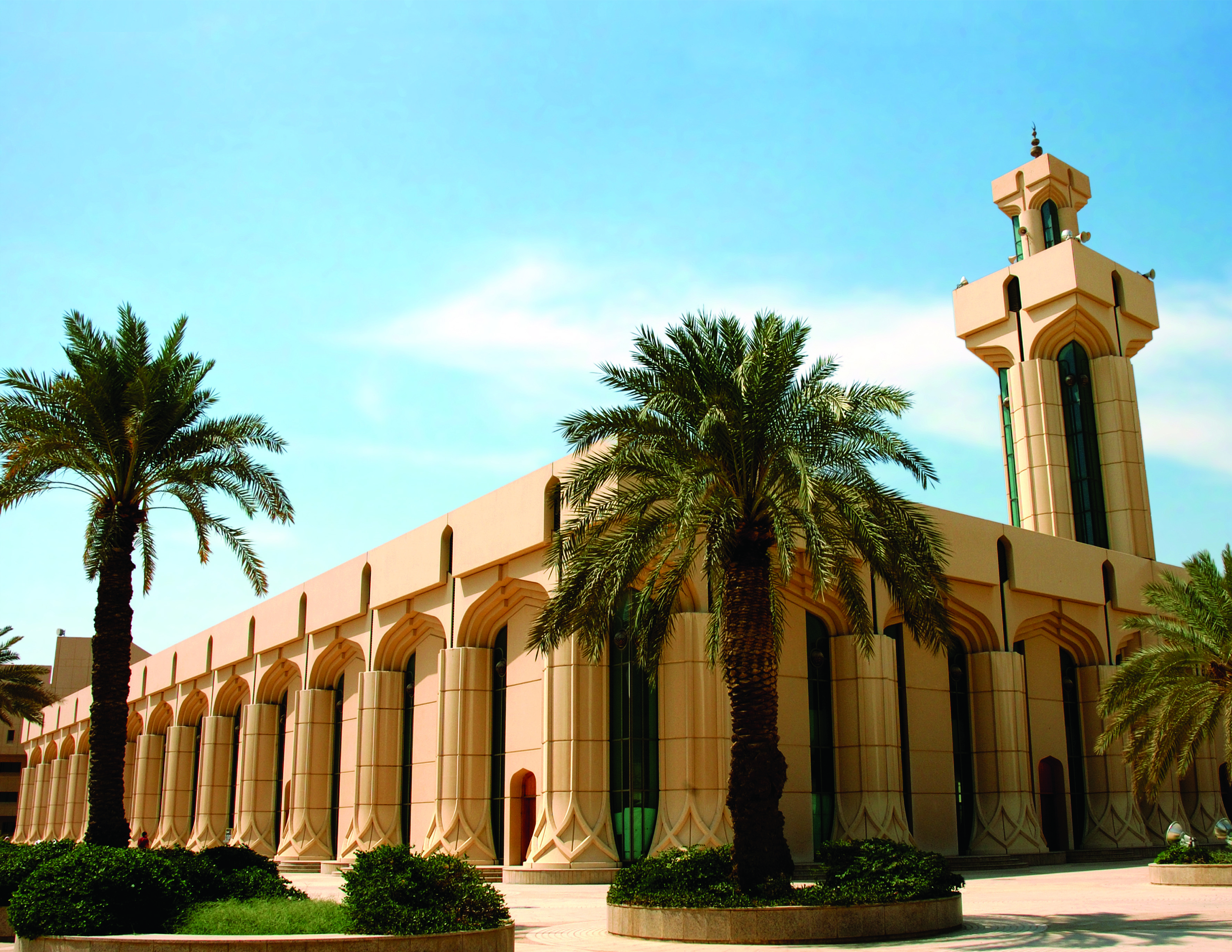
La Mezquita de la Palmera, Riad.

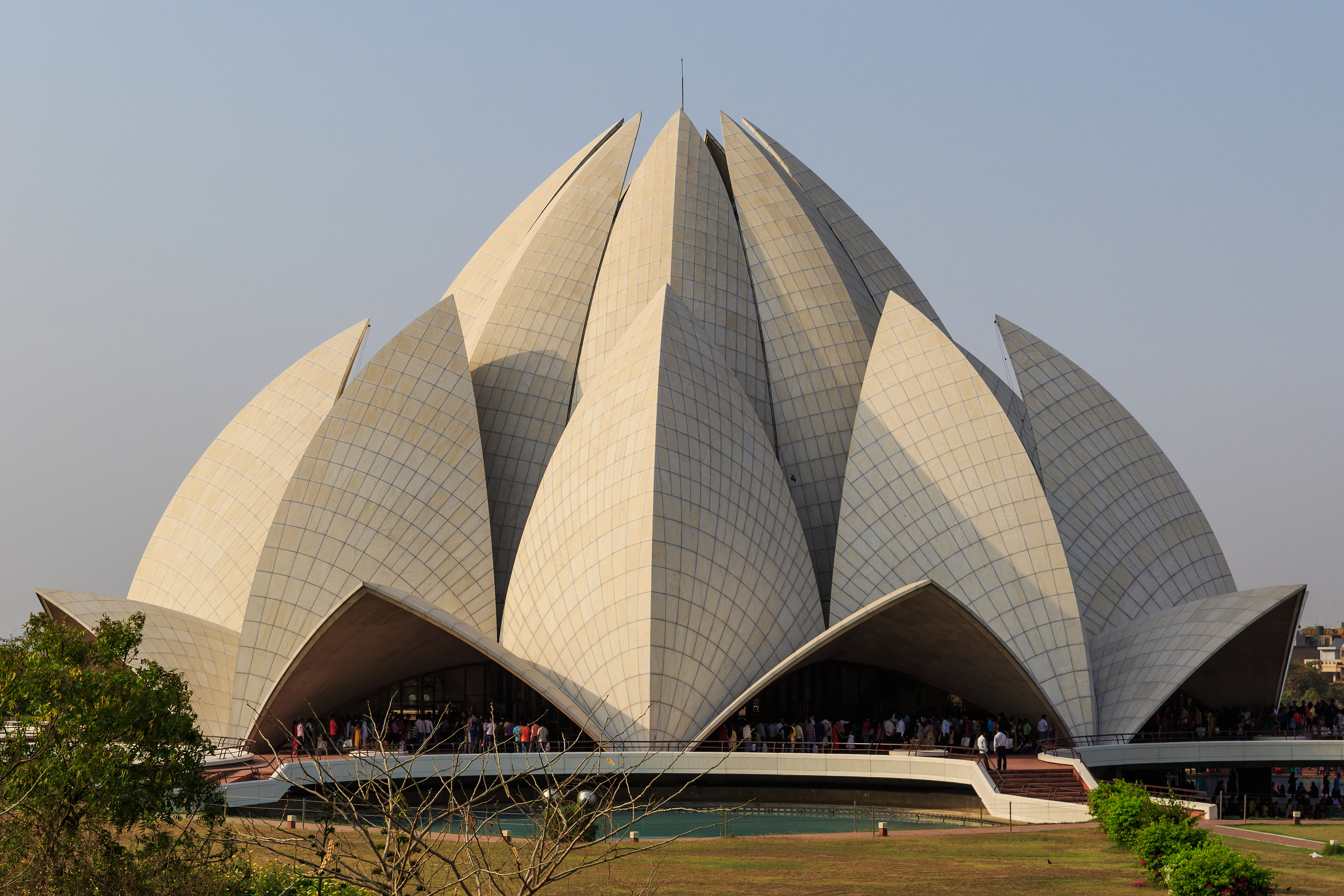
Templo del Loto, Nueva Delhi.

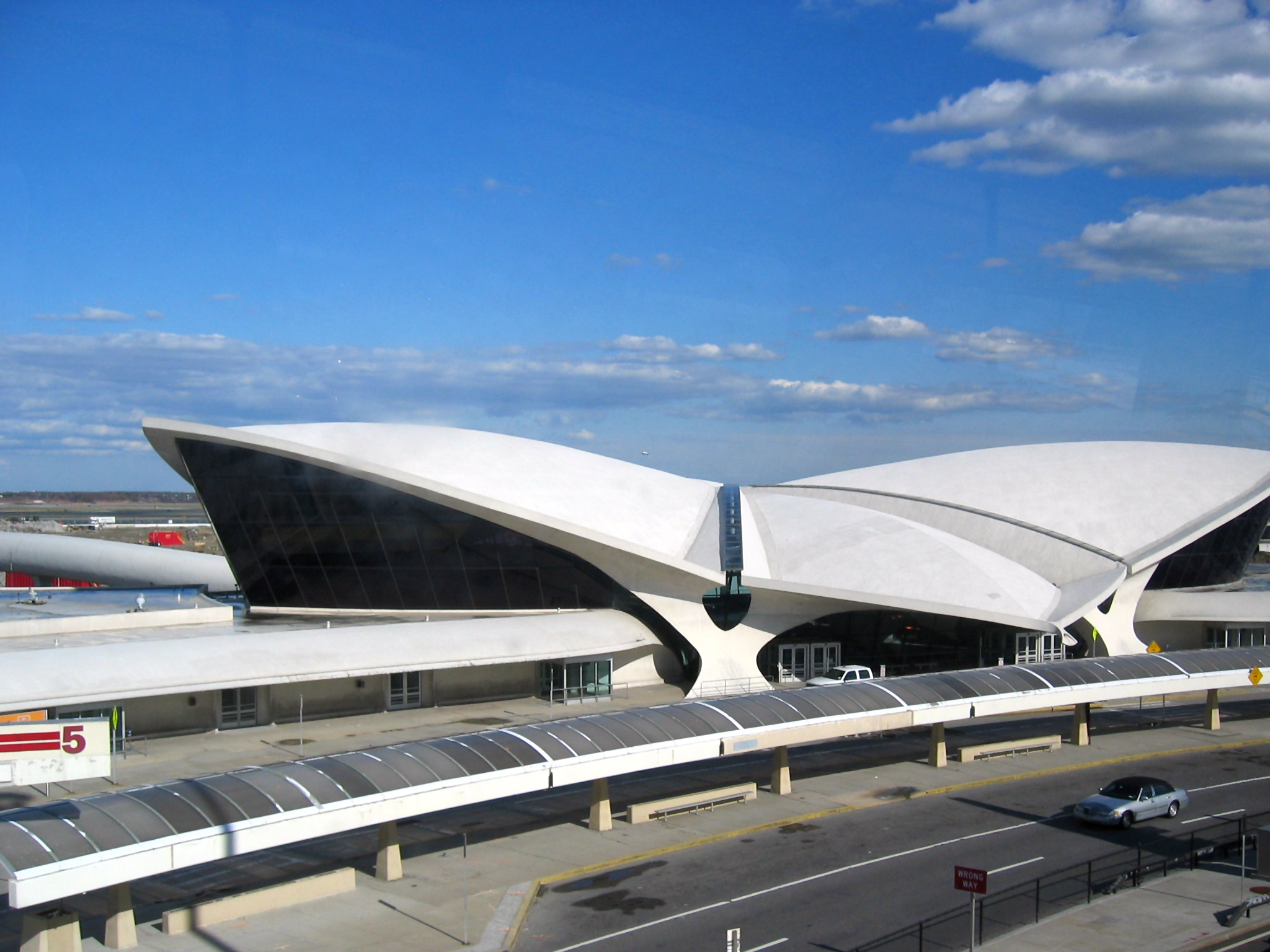
Terminal de la TWA, Nueva York.

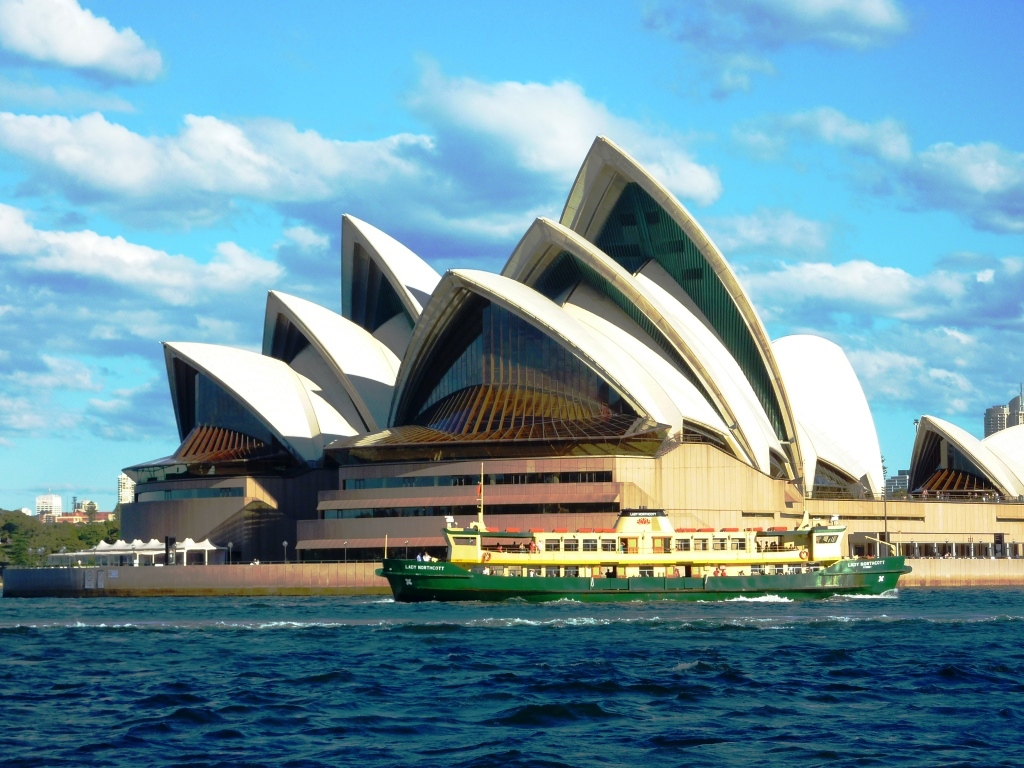
Casa de la Ópera de Sídney, Australia.

La arquitectura metafórica es un movimiento arquitectónico que se desarrolló en Europa durante la mitad del siglo XX. Aunque es considerado por algunos como otro aspecto de posmodernismo, otros consideran que es un movimiento aparte y un desarrollo posterior de la arquitectura expresionista.
El estilo se caracteriza por el uso de la analogía y la metáfora como la inspiración y directiva primaria para el diseño. Algunos ejemplos conocidos son la mezquita de la Palmera en la Universidad Rey Saud en Riad por Basil Al Bayati, basada en la forma de una palmera, el Templo del loto en Nueva Delhi por Fariborz Sahba, basado en una flor de loto, el Terminal 5 de la TWA en Nueva York por Eero Saarinen, inspirado por la forma de las alas de un pájaro, o la Casa de la Ópera de Sídney, en Australia, por Jørn Utzon que se deriva de las velas de los barcos en el puerto.
Algunos arquitectos también han utilizado una misma metáfora repetidamente a lo largo de su trabajo como Le Corbusier y el motivo de la mano abierta. Esto para él era un signo de «la paz y la reconciliación. Está abierta a dar y abierta a recibir». Otro arquitecto que ha usado las metáforas de forma más profunda y compleja es el arquitecto Daniel Libenskind, del que podemos citar como muestra uno de sus proyectos más notables, el Museo Judío en Berlín. En esta compleja obra, el arquitecto diseñó una serie de espacios cuya intención es transmitir sentimientos del holocausto judío, esto de una forma metafórica; como por ejemplo el "Jardín del Exilio", un espacio cuadrado compuesto por 49 columnas dispuestas en una cuadrícula. Estas columnas de concreto huecas fueron rellenadas con tierra de Berlín menos la columna central, que fue rellenada con tierra de Jerusalén, y en la parte superior se les ha colocado vegetación. 
Tal vez la voz más prominente del movimiento de arquitectura metafórica en la actualidad es Dr. Basil Al Bayati cuyos diseños están inspirados por árboles y plantas, caracoles, ballenas, insectos, derviches e incluso la mitología y literatura. También es el fundador de la Escuela internacional de la arquitectura metafórica en Málaga (España).

## Arquitectos metafóricos
- Basil Al Bayati
- Le Corbusier
- Jørn Utzon
- Eero Saarinen